# Gottfried Hendrik Mann

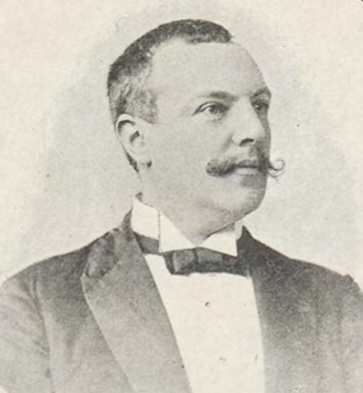
Gottfried Mann

Johann Gottfried Hendrik Mann, eigentlich Johan Godfried Hendrik Mann, häufig verkürzt zu Gottfried Hendrik Mann oder nur Gottfried Mann (* 15. Juli 1858 in Den Haag; † 10. Februar 1904 in Rosmalen) war ein niederländischer Komponist, Dirigent und Pianist. In der heutigen Zeit ist er vor allem für seine beiden Konzerte für Violine und Klarinette bekannt.

## Leben

### Kindheit und Ausbildung
Mann zeigte bereits als Kind große musikalische Begabung. Nach erstem Klavierunterricht bei seiner Mutter wurde er von Emile Wagner (1825–1889), der selbst kurze Zeit Schüler von Franz Liszt war, im Klavierspiel und Musiktheorie unterrichtet. Gottfrieds stolzer Vater Johan Herman Mann (1827–1911) schickte einige Kompositionen an seinen Neffen, den deutschen Dichter Friedrich Emil Rittershaus (1834–1897), der diese wiederum an die bedeutenden Komponisten Max Bruch, Carl Reinecke und Ferdinand Hiller weiterreichte. 1872 schrieb Bruch an Rittershaus Ehefrau: Es hat mich sehr gefreut, die Sonate Ihres jungen holländischen Freundes kennen zu lernen. Nach meiner Ansicht spricht sich ein entschiedenes Talent darin aus, und man darf hoffen, dass der noch so jugendliche Autor bei fortgesetztem Fleiß und unter verständiger Leitung später noch manches Gute leisten wird.  Auch Carl Reinecke zeigte Interesse an dem jungen Kompositionstalent und besuchte in demselben Jahr die Familie Mann. 1874 wurde Mann von seinen Eltern an dem Königlichen Konservatorium in Den Haag eingeschrieben, wo er von dem Direktor der Institution W. F. G. Nicolaï (1829–1896) in Musiktheorie und Komposition und von Carel Wirtz im Klavierspielen unterrichtet wurde.

### Paris
Nach Abschluss seines Studiums riet Nicolaï dem jungen Komponisten zu einer Studienreise. Mann hörte auf dessen Ratschlag und gelangte nach Stationen in Deutschland  im Herbst 1879 nach Paris. Hier entstanden unter anderem seine erste Orchestersuite, die Freia-Ouvertüre, eines von Manns bekanntesten Werken, und Entwürfe zur Oper Melaenis. Über eine Chorszene aus diesem nie fertigkomponierten Werk äußerte sich Jules Massenet in einem Brief an den Niederländer überaus wohlwollend. Obwohl Mann stark von den großen deutschen Komponisten seiner Zeit beeinflusst war, übte die moderne französische Schule mit Vertretern wie Camille Saint-Saëns, Léo Delibes und Jules Massenet eine große Faszination auf ihn aus.

### Stationen als Dirigent
Es ist nicht bekannt, wie lange Mann in Paris blieb, aber 1882 wurde er zum Dirigenten des neu gegründeten Amsterdamer Orchesters „de Vereenigde Toonkunstenaren“ ernannt. Ein Jahr später allerdings wurde dieser Klangkörper aufgelöst, und Mann wechselte zum neu gegründeten Orchester des „Park-Theaters“. Mit seiner Balletsuite Der Traum des Glöckners („De droom van den Klokkenluider“) erlebte er dort einen großen Erfolg, denn das Werk wurde über 70-mal vor ausverkauftem Haus gespielt. Im Sommer 1885 komponierte er sein Klarinettenkonzert in c-Moll op. 90, jenes Werk, das Mann in heutiger Zeit nicht vollkommen in Vergessenheit geraten ließ und sein am meisten aufgeführtes ist. Gewidmet ist es dem berühmten niederländischen Klarinettisten Christiaan Kriens. Spätestens im November desselben Jahres wurde das Konzert uraufgeführt, denn das Leidsch Dagblad berichtete, dass ein Herr Graff in Leipzig zu dieser Zeit das Klarinettenkonzert gespielt hatte. Nachdem das „Park-Theater“ bankrottging, kehrte Mann in seine Heimatstadt Den Haag zurück.

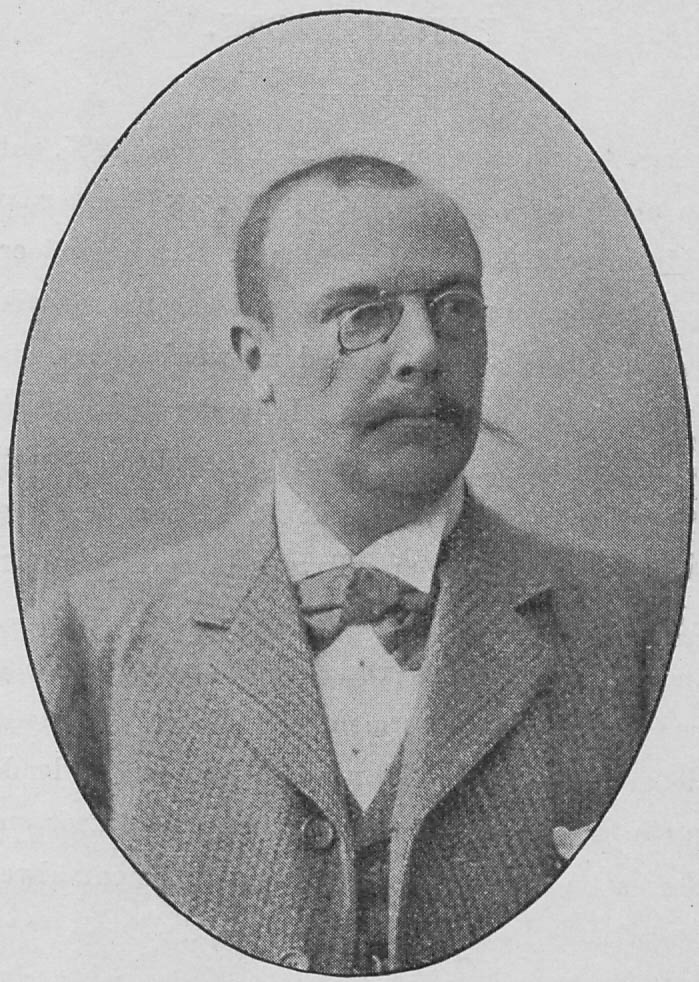
Gottfried Mann (ca. 1898)

Mann sollte allerdings nicht lange arbeitslos sein: Er bewarb sich als Kapellmeister bei der Stabskapelle des 4. Infanterieregiments und wurde unter 20 Bewerbern ausgewählt. Dass der Komponist sich für diese Stelle bewarb, geschah zur Überraschung vieler, die glaubten, der aufstrebende Komponist verkaufe sich mit seiner neuen Arbeitsstelle unter Wert. Nichtsdestotrotz trat Mann am 1. Dezember 1884 voller Ehrgeiz die Arbeit an. Vom Regimentsstab erhielt er die Erlaubnis, ungeeignete Musiker zu entlassen und die Kapelle zu reorganisieren. Für diese Militärkapelle entstanden Dutzende Werke, neben Märschen unter anderem Opernfantasien, die auf große Resonanz stießen. Zudem wurde ihm 1887 die Leitung des Studentenorchesters der Universität Leiden „Semper Crescendo“ übertragen. Das Orchester erlebte unter Mann einen wahren Höhenflug und konzertierte mit bedeutenden Solisten wie Willem Mengelberg, der mit dem Orchester das 5. Klavierkonzert Ludwig van Beethovens aufführte. Neben all seiner Tätigkeit als Dirigent und Komponist gründete Mann mit dem Maler Theophile de Bock den „Den Haager Kunstkreis“, dem er bis 1894 als Vorstand angehörte.
Nach seinem Ausscheiden als Kapellmeister des 4. Infanterieregiments gründete Mann in Leiden seine eigene Musikschule, das „Muziek Instituut“, wo Unterricht in Klavier, Violine, Cello und Musiktheorie angeboten wurde. Mann entwickelte sich auch als Pianist weiter und wurde ein gefragter Korrepetitor bekannter Musiker wie Christiaan Timmner, Konzertmeister des Concertgebouw-Orchesters. 1894 kam Mann auch als Dirigent der Sommerkonzerte beim Concertgebouw-Orchester zum Einsatz.
1896 wurde Mann zum zweiten Dirigenten der Niederländischen Oper in Amsterdam bestellt, wo er ausschließlich französische Opern dirigierte. In der Saison 1897 erfolgte ein erneuter Wechsel zum neuformierten Orchester des „Park-Theaters“, das allerdings nach einer Saison abermals seine Pforten schließen musste. Als Komponist feierte Mann 1898 einen großen Erfolg: Anlässlich der Amtseinführung von Königin Wilhelmina schrieb er einen Krönungsmarsch, der aus vielen Einsendungen als bester ausgewählt wurde. Nicht nur alle Musikvereine und Militärkapelle nahmen diesen Marsch in ihr Repertoire auf, auch das Concertgebouw Orchester führte das Stück beim Nationalfeiertagskonzert am 31. August 1898 auf.

### Letzte Jahre
Aufgrund seiner vielen Tätigkeiten als Dirigent, Korrepetitor, Komponist und Leiter einer Musikschule litt Mann unter Überarbeitung und geriet, aus heutiger Sicht, in einen Burnout. 1901 verbrachte er deshalb 3 Monate im Coudewater Institut in Rosmalen, um wieder neue Kraft zu schöpfen. Danach kehrte er nach Den Haag zurück und lebte bei seinem Vater. Sein Zustand besserte sich zwischenzeitlich, und Mann begann wieder zu komponieren. Anderthalb Jahre später verschlechterte sich sein Zustand aber derartig, dass er 1904 wieder in das Coudewater Institut eingewiesen wurde, wo er am 10. Februar verstarb.

## Nachwirken
Die Werke Manns wurden nach seinem Ableben kaum mehr aufgeführt. Belegt ist eine Wiedergabe seiner Troisieme Suite d'Orchestre op. 98 unter der Leitung des Dirigenten Martin Wollers am 14. Februar 1904 und über 30 Jahre später eine Aufführung des Klarinettenkonzerts mit Jaap van Opstal als Solisten und dem Residentie Orkest (1942). Das Klarinettenkonzert ist heute Manns bekanntestes Werk und wurde unter anderem 2010 von Sebastian Manz mit dem Osnabrücker Symphonieorchester aufgenommen.